# Очерет (фільм)
«Очерет» (англ. The Reeds) — український короткометражний фільм режисера Руслана Батицького, частина альманаху Україно, Goodbye! та частина збірки 4 стрічок «Українські злі».
Стрічка є дипломною роботою режисера у Київському національному університеті театру, кіно і телебачення ім. І.Карпенка-Карого.

## Інформація

### Синопсис
Розповідь про буденні та сумні картини останніх днів життя села, розказана крізь призму реальної історії.

### Фестивалі й нагороди
- 2012: XI Відкритий Санкт-Петербурзький фестиваль фільмів студентів кіношкіл «Начало», конкурсна програма
- 2012: VII Міжнародний фестиваль незалежного кіна «Кінолев», українська програма
- 2012: Премія ім. Тарковських
- 2012: 42 Київський МКФ «Молодість», Студентська конкурсна програма

#### Актори
- Володимир Ямненко
- Анастасія Стельмах
- Валерія Чайковська
- Василь Баша
- Андрій Колесник
- діти села Витачів Обухівського району

### Хроніка створення фільму
Фільмування відбувалося протягом 7-11 листопада 2011 року.
Для знімання стрічки було використано 6 локацій в історичному селі Витачів та побіля нього, що на Київщині, а саме:
- Гора Красуха і кладовище на ній,
- Об'єкт «Хата батька і доньки» — покинута хата під горою Красухою,
- Об'єкт «Двір сусіда-пияка» — двір багатодітної родини на вул. Наддніпрянській у селі Витачів,
- Об'єкт «Дитячий інтернат» — майданчик Витачівського дитсадка,
- Об'єкт «Фельдшерський пункт» — старий ветеринарний пункт місцевої ферми,
- Берег річки — підніжжя гори Витич (гора на якій містилася, за леґендами, літня резиденція київського князя Кия та княгині Ольги)[4].

### Відзнаки
Стрічка брала участь в міжнародних кінофестивалях «Молодість» (Київ), «Начало» (Санкт-Петербург) і отримала гран-прі премії імені Арсенія та Андрія Тарковських.